# Cebysa varicolorella
Cebysa varicolorella är en fjärilsart som beskrevs av Hans Daniel Johan Wallengren 1861. Cebysa varicolorella ingår i släktet Cebysa och familjen säckspinnare. Inga underarter finns listade i Catalogue of Life.